# Black River Bridge
Black River Bridge é uma comunidade localizada na província canadense de New Brunswick
Em 21 de junho de 1986 Allan Legere um serial killer assassinatos um merceeiro John Glendenning nesta comunidade. Ela será chamada (A Miramichi monstro) e matar quatro pessoas em 1989..